# 高槻市立第七中学校
高槻市立第七中学校（たかつきしりつ だいななちゅうがっこう）は、大阪府高槻市西面北一丁目にある公立中学校。略称は七中、第七中、高槻七中、高七など。
本校では、いじめを防止するために本校のいじめ防止カラーなどを決め、校内の様々な場所に塗りいじめ防止の意識を高める運動や、JASMIN運動と呼ばれる運動を生徒会が中心となって行われている。

## 沿革
- 1970年（昭和45年）4月8日 - 開校式
- 1971年（昭和46年）1月29日 - 体育館完工
- 1979年（昭和54年）4月1日 - 障害児学級設置
- 1990年（平成2年）10月20日 - 視聴覚教室完成
- 1992年（平成4年）3月30日 - コンピュータ室完工

## 通学区域
- 高槻市立三箇牧小学校と高槻市立柱本小学校の通学区域。

## 交通
- 高槻市営バス 玉川口バス停。
- 阪急バス 西面・西面大橋バス停。
- 阪急京都線 茨木市駅 南東へ約3.5km。
- 阪急京都線 高槻市駅 南西へ約5.7km。

## 主な出身者
- 結城彩乃(柔道選手、世界カデ63kg級優勝)
- 大森生純(柔道選手、講道館杯52kg級優勝)